# 黃光芹
黃光芹（1965年—），是一名台灣傳媒工作者。

## 生平
黃光芹為外省第二代，就學於曉明女中、明道中學，畢業自國立中興大學外國語文學系夜間部。
1988年開始記者生涯，曾任職於《台灣新生報》、《自由時報》，亦曾任《新新聞》、TVBS資深記者。她先後擔任主管職，包括《中國時報》人物版主筆、《時報周刊》副總主筆、《民眾日報》主筆。
黃光芹主持過電視及廣播節目，包括東森新聞S台《芋頭蕃薯碰》、東森廣播網《東森麻辣午餐》、台北流行廣播電台《Pop搶先爆》。她亦擔任過衛視中文台總策畫、三立電視節目組組長。
2007年1月15日，新聞網站《美麗島新聞網》（formosanews.com.tw，2008年廢站）開站，資金來自海外台僑集資，民主進步黨立法委員莊和子之弟莊士賢擔任社長，黃光芹擔任總編輯，前《台灣日報》副總編輯葉柏祥擔任總主筆。
2023年12月7日，時值2024總統大選時期，黃光芹深夜宣布將離開20年在政論節目做名嘴的工作，並將重心轉往自媒體與寫作。

## 個人生活
黃光芹曾與前《中國時報》副社長張景為結婚。
1995年至1996年，她與臺灣省政府新聞處處長黃義交交往。
2004年7月31日，黃光芹和加拿大籍華裔舞者馬自覺結婚，直到2006年8月1日雙方合意離婚。
2007年，黃光芹與台灣社秘書長楊文嘉結婚。2017年，兩人遷居至新北市林口區。2017年10月24日，她在《新聞挖挖哇》中透露，兩人2016年收養一名8歲男孩。

## 著作
| 年份   | 書名                                                   | 作者           | 出版社     | ISBN                |
| 1995年 | 《與總統夫人喝下午茶》                                 | 黃光芹         | 新新聞文化 | ISBN 978-9578591547 |
| 1996年 | 《隨緣：陳履安家族的恩怨情仇》                         | 黃光芹         | 探索文化   | ISBN 978-9579167666 |
| 1997年 | 《官夫人俱樂部》                                       | 黃光芹         | 探索文化   | ISBN 978-9578493438 |
| 1998年 | 《黃義交愛情故事》                                     | 無名氏(黃光芹) | 新新聞文化 | ISBN 978-9578591998 |
| 2001年 | 《百險歸來：彭百顯前傳》                               | 黃光芹         | 狠角社     | ISBN 978-9574593262 |
| 2004年 | 《蔣家的女人們》                                       | 黃光芹         | 華谷文化   | ISBN 978-9572884584 |
| 2015年 | 《我的爸爸是總統》                                     | 黃光芹         | 博揚文化   | ISBN 978-9865757465 |
| 2018年 | 《貝比來了：生命的價值與出身無關，只須努力地活出自我》 | 黃光芹         | 時報文化   | ISBN 978-9571376110 |
| 2019年 | 《跟著月亮走：韓國瑜的夜襲精神與奮進人生》             | 黃光芹         | 時報文化   | ISBN 978-9571376882 |
| 2019年 | 《你還不知道的韓國瑜》                                 | 黃光芹         | 貿騰發賣   | ISBN 9789574371747  |
| 2020年 | 《戰疫：鐵人部長陳時中與台灣抗疫英雄們》               | 黃光芹         | 時報出版   | ISBN 9789571382180  |

## 網路節目主持
| 年份                        | 節目名稱       | 播出平台            | 播出時間                         |
| 2021年7月21日-2023年6月29日 | 《新聞不芹菜》 | 震傳媒youtube       | 每週一至週四中午12:00-13:00      |
| 2023年5月3日-至今           | 《觀點芹爆戰》 | 品觀點youtube       | 每週五中午12:00-13:00            |
| 2023年7月17日-至今          | 《阿姐反抗軍》 | 萬事通事務所youtube | 每週一至週五+週日晚間18:00-20:00 |
| 2024年7月1日-至今           | 《中午來開匯》 | 匯流新聞網youtube   | 每週一至週三中午12:00-13:00      |

## 外部連結
- 黃光芹的Facebook專頁